# Isoetes lithophila
Isoetes lithophila là một loài dương xỉ trong họ Isoetaceae. Loài này được N. Pfeiff. mô tả khoa học đầu tiên năm 1922.